# Portalegre (Portogallo)
Portalegre (puɾtɐˈlɛgɾ(ɨ)) è un comune portoghese di 25 980 abitanti situato nel distretto di Portalegre.
Antica cittadella, è un'animata cittadina dell'Alto Alentejo, famosa per la produzione di sete ed arazzi. È situata ai piedi della Serra de São Mamede, non distante dal confine spagnolo. È sede vescovile con Castelo Branco. Interessante è la Manifactura de Tapeçarias situata in un antico convento gesuita trasformato nel XVIII secolo in un lanificio da Sebastião José de Carvalho e Melo, marchese di Pombal, onnipotente ministro del re dom José I, che espulse i Gesuiti dal territorio metropolitano e coloniale confiscandone i beni. Nel 1949 l'edificio è stato adibito a manifattura di arazzi, visitabile, che usa vecchi telai con un procedimento esclusivo e produce pezzi unici o multipli numerati su cartoni di pittori di tutto il mondo.

## Monumenti
- La Sé Catedral de Nossa Senhora da Assunção. È un edificio rinascimentale del XVI secolo con facciata barocca a torri della fine del Settecento. All'interno ha altari con grandi retabli, opere pittoriche del tardo XVI secolo e azulejos del XVII secolo.
- La Igreja da Misericordia, del secolo XVIII.
- São Bernardo, il convento (ora caserma) fondato nel 1518, poi rimaneggiato con ornamenti barocchi. Ha una bella chiesa rinascimentale rivestita all'interno di azulejos del 1739.
- Il Museu da Cidade. Si trova nell'antico Palazzo vescovile del secolo XVIII e presenta diverse collezioni di ceramiche, arazzi e tappeti, di mobili, arredi sacri, oggetti di culto, porcellane cinesi, tabacchiere, statuette e immagini popolari di Sant'Antonio e alcuni dipinti.
- Nei dintorni, appena fuori città, c'è il borgo di Hor da Rosa, caratterizzato da case con grandi camini attorno ad un convento. A 13 km c'è il grande castello del XIV secolo merlato con torri nel paese di Alter do Chão.

## Società

### Evoluzione demografica
| Popolazione di Portalegre (1801 – 2004) | Popolazione di Portalegre (1801 – 2004) | Popolazione di Portalegre (1801 – 2004) | Popolazione di Portalegre (1801 – 2004) | Popolazione di Portalegre (1801 – 2004) | Popolazione di Portalegre (1801 – 2004) | Popolazione di Portalegre (1801 – 2004) | Popolazione di Portalegre (1801 – 2004) | Popolazione di Portalegre (1801 – 2004) |
| --------------------------------------- | --------------------------------------- | --------------------------------------- | --------------------------------------- | --------------------------------------- | --------------------------------------- | --------------------------------------- | --------------------------------------- | --------------------------------------- |
| 1801                                    | 1849                                    | 1900                                    | 1930                                    | 1960                                    | 1981                                    | 1991                                    | 2001                                    | 2004                                    |
| 9852                                    | 9877                                    | 18711                                   | 23922                                   | 28384                                   | 27313                                   | 26111                                   | 25980                                   | 24756                                   |

## Freguesias
- Alagoa
- Alegrete
- Carreiras
- Fortios
- Reguengo
- Ribeira de Nisa
- São Julião
- São Lourenço (Portalegre)
- Sé (Portalegre)
- Urra